# Máquina Smith

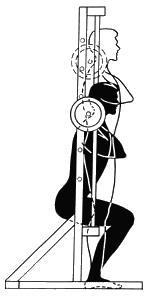
Uma máquina Smith pode ser utilizada em uma variação do agachamento.

A máquina Smith é uma máquina de exercícios utilizada no treinamento com pesos. Ela consiste em uma barra fixa, montada em trilhos de aço, os quais permitem apenas o movimento vertical. Algumas máquinas Smith possuem um contrapeso na barra fixa. O equipamento pode ser empregado em uma ampla variedade de exercícios, incluindo, entre outros, agachamento, supino, desenvolvimento de ombros, bom dia e levantamento terra.

## Uso como um equipamento que não exige observador
Atrás de cada coluna vertical (corrediça) há uma série de compartimentos nos quais a barra fixa pode ser encaixada. Isso significa que, em contraste com uma barra fixa convencional, uma barra fixa encaixada na máquina Smith não precisa ser reinserida no apoio após uma série de repetições: ela pode ser trancada em qualquer posição. Essa característica foi desenvolvida com a intenção de aumentar a segurança para atletas que levantam pesos sem um observador, pois precisariam apenas torcer os pulsos para afixar a barra em caso de sobrecarga. A maioria dos modelos incorpora blocos, pinos ou outros dispositivos que podem ser ajustados para imobilizar automaticamente a barra fixa em uma altura mínima predeterminada.
Apesar do aumento na segurança, essa característica não elimina o perigo inerente de apoiar um peso elevado sobre as costas e pode gerar um falso sentimento de confiança. Em 2001, um usuário da máquina Smith tornou-se quadriplégico devido ao rompimento de sua coluna durante o uso do equipamento. O supino reto, embora seja perigoso por si só, torna-se ainda mais arriscado quando executado em uma máquina Smith; se um atleta se prender sob a barra, não poderá rolar ou derrubá-la em direção aos lados do peito ou do pescoço, restrição que já resultou em pelo menos uma fatalidade.

## Vantagens e desvantagens
A utilização da máquina Smith é mal vista por muitos devotos do treinamento de força, pois obriga o usuário a executar uma trajetória puramente vertical e, por conseguinte, menos natural, com a barra fixa. Esse movimento pode provocar estresse de cisalhamento nos joelhos e/ou nas costas quando executado no agachamento ou no desenvolvimento de ombros.
O movimento limitado da barra também reduz a contribuição dos músculos estabilizadores em comparação com um exercício que utiliza pesos livres. Essa mecânica pode permitir o levantamento de pesos maiores em troca de um menor acionamento da massa muscular, de modo geral. Além disso, é difícil manter um registro preciso do treinamento, pois os fabricantes dos equipamentos frequentemente não indicam o peso das barras.
Assim como outras máquinas de exercício, a máquina Smith é habitualmente preferida por atletas casuais ou inexperientes que praticam o treinamento de força e não sabem se exercitar com pesos livres pesados de maneira segura. Muitas academias atendem mais às necessidades dos atletas casuais e, por conseguinte, fornecem máquina Smith em vez de power racks, que são equipamentos de grande importância para a segurança durante a execução de agachamentos e outros exercícios com pesos livres que envolvem barras fixas.
Por outro lado, a máquina Smith possui alguns defensores entre os atletas mais experientes. O problema da "trajetória da barra" é minimizado em exercícios que envolvem uma amplitude de movimento menor, como nos exercícios de panturrilha e no encolhimento de ombros. A máquina Smith é potencialmente útil para a execução de variações de exercícios quando a progressão do treinamento com outras modalidades desacelera. No entanto, exige cuidado para evitar problemas de estresse nas articulações. A inativação dos músculos estabilizadores é um fator que pode permitir o aumento da intensidade aplicada aos músculos primários.

## Máquina Smith 3D
Uma máquina Smith convencional possui um grau de liberdade – a barra pode mover-se para cima e para baixo em uma linha reta, descrevendo uma trajetória vertical (a rotação da barra também é frequentemente utilizada para ativar as travas de segurança). Alguns modelos variantes permitem um grau de liberdade adicional – para frente e para trás – enquanto a rotação ou movimentação para os lados ainda é restrita. Essas máquinas são, por vezes, chamadas "máquinas Smith 3D" ou "máquinas Smith Jones".
Alguns modelos, como o "Free Spotter" do Shermworks ou o "XPT Training System" do TuffStuff, permitem quase todos os graus de liberdade e ainda incorporam as travas de segurança com ativação pelo usuário (em vez das travas passivas pré-instaladas de um power rack).

## Origem e história
A máquina Smith foi inventada pelo americano Jack LaLanne, que montou um aparelho deslizante em sua academia na década de 1950. O aparelho foi observado por Rudy Smith, que comissionou Paul Martin para aprimorá-lo. Rudy Smith instalou o modelo modificado na academia que gerenciava na época, a academia de Vic Tanny, em Los Angeles. No final da década de 1950, Rudy Smith era um executivo da cadeia de academias de Tanny, e a máquina Smith era fabricada e vendida amplamente.

## Efetividade
Uma pesquisa publicada em dezembro de 2009 relatou que os pesos livres acionavam os músculos 43% a mais do que uma máquina Smith em exercícios de agachamento.